# 小石博孝
小石 博孝（こいし ひろたか、1987年4月13日 - ）は、大分県速見郡日出町出身の元プロ野球選手（投手）。左投左打。

## 経歴

### プロ入り前
日出町立大神小学校1年生の時に外野手として野球を始めると、4年生時から投手としてもプレー。日出町立大神中学校を経て大分県立鶴崎工業高等学校に進学したが、甲子園球場の全国大会とは無縁であった。
高校卒業後に立正大学へ進学。4年時の2009年秋、チームが東都大学野球リーグ戦で初優勝を遂げた。続く第40回明治神宮野球大会で東北福祉大学戦と決勝の上武大学戦2試合に先発登板し、神宮大会初優勝に貢献した。通算投球イニングは14回で、自責点は付かず、被安打5、奪三振19という成績だった。東都大学リーグ戦では通算23試合に登板。通算投球イニングは85回1/3で、3勝5敗、防御率1.58という成績を残したが、この3勝はすべて4年時の秋季リーグで挙げたものである。1学年後輩に南昌輝投手がいる。
大学卒業後にNTT東日本へ入社すると、1年目の2010年に救援で第81回都市対抗野球大会3試合に登板。通算投球イニングは6回1/3で、失点や安打を一切許さず8個の三振を奪った。さらに、第37回社会人野球日本選手権大会では4試合に登板。2試合に先発したほか、大会の優秀選手に選ばれた。
2011年のNPBドラフト会議で、埼玉西武ライオンズに2巡目で指名、契約金7000万円、年俸1300万円（金額は推定）という条件で入団した。背番号は29。
なお、ドラフト会議直後の2011年11月に京セラドーム大阪で開かれた第82回都市対抗野球大会では、先発で3試合に登板。通算投球イニングは21回2/3で、被安打12、奪三振19、自責点1、防御率0.42という好成績を挙げたことから、久慈賞（敢闘賞）を受賞するとともに大会の優秀選手にも選ばれた。なお、JR東日本との決勝戦では、西武から1巡目で指名されていた十亀剣との投げ合いに敗れている。

### 西武時代

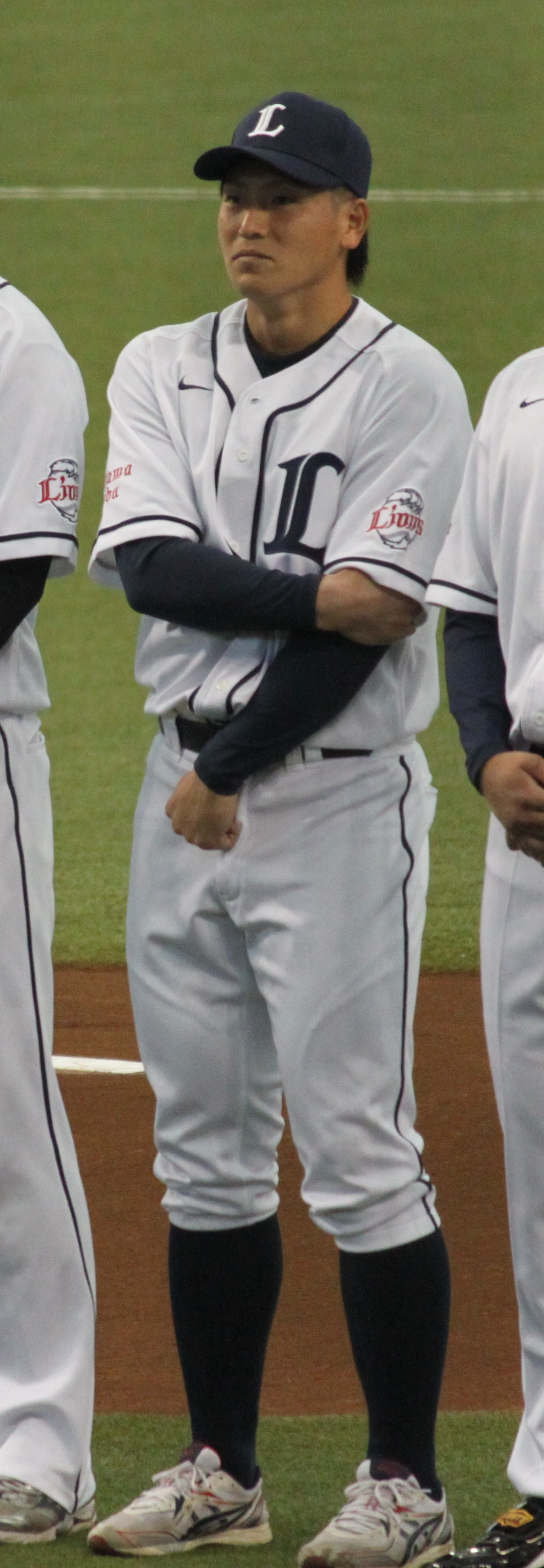
西武時代の2012年3月10日、西武ドームにて

2012年には、4月26日の対福岡ソフトバンクホークス戦（福岡Yahoo! JAPANドーム）に先発投手として一軍公式戦にデビュー。5月3日の対東北楽天ゴールデンイーグルス戦（西武ドーム）にも先発で登板すると、7回無失点の好投で一軍公式戦初勝利を挙げた。だが、シーズン中の8月19日に常磐自動車道で自家用車を運転中、2台のバイクと接触する事故を起こしたため、球団から厳重注意の処分を受けた。小石もこの処分によって残りシーズンの公式戦への出場を自粛したが、シーズンの終了後には中﨑雄太・中田祥多と共にオーストラリアン・ベースボールリーグのメルボルン・エイシズに派遣された。
2013年には、オール中継ぎで一軍公式戦11試合に登板。5月22日の対広島東洋カープ戦（西武ドーム）でプロ初ホールドを記録した。
2014年には、イースタン・リーグ公式戦24試合に登板。投球イニング（119回）、勝利数（10勝）、奪三振（84）はいずれもリーグ最多で、最多勝利のタイトルを獲得するとともに、サンケイスポーツの選定による優秀投手賞も受賞した。しかし、一軍公式戦への登板はわずか4試合で、2敗を喫した。
2015年には、イースタン・リーグ公式戦15試合に登板。5勝2敗、防御率2.64と好投したが、一軍公式戦への登板は3試合にとどまった。
2016年には、ロングリリーフを中心に一軍公式戦で自己最多の50試合に登板。6月5日の対阪神タイガース戦（甲子園）では1点リードの12回裏に登板すると、1イニング無失点で一軍公式戦初セーブを挙げた。
2017年には、イースタン・リーグ公式戦19試合で4勝1セーブ、防御率2.31をマーク。一軍公式戦への登板は10試合で勝敗は付かず、防御率は8.74にまで達した。
2018年には、オープン戦の中継ぎ登板で好投を続けたことを背景に、レギュラーシーズンを一軍でスタート。一軍公式戦では、5月24日の対ソフトバンク戦（福岡ヤフオク!ドーム）で6年振りの白星を挙げたほか、22試合の登板で防御率を4.10にまで改善させた。もっとも、左投手の野田昇吾が台頭したことや、小石と同じ変則左腕の小川龍也がシーズン途中に中日ドラゴンズから移籍したことから、6月末以降は二軍で過ごすことが多かった。
2019年には、一軍公式戦8試合に登板。8月15日の対オリックス・バファローズ戦（メットライフドーム）では先発で7失点の本田圭佑に代わって2回表の2死から3回表の終了まで投げたが、3回表にステフェン・ロメロから満塁本塁打を浴びるなど5点を失った末に降板した。この試合では小石に続いて登板した4投手も全員失点を許したため、チームは公式戦ワーストタイ記録の1試合20失点で大敗している。シーズン終了後の10月3日に球団から戦力外通告を受けたものの、NPB他球団での現役続行を希望していたため11月12日には12球団合同トライアウト（大阪シティ信金スタジアム）へ参加（詳細後述）。しかし、現役投手としての獲得のオファーを受けるまでに至らないまま現役を引退した。12月2日付でNPBから自由契約選手として公示された。

### 現役引退後
巨人スタッフ時代
2020年シーズンからは読売ジャイアンツの打撃投手に転身した。
2022年11月5日、NPBでの現役復帰を目指して合同トライアウトを受けることがわかった。小石も「現役引退後もまだ投げられる」という気持ちがあり、球団や監督からの後押しもあり、2度目のトライアウト受験を決めたと明かした。11月8日にトライアウト受験を終えた。
DeNAスタッフ時代
トライアウト後も選手としてのオファーはなく、横浜DeNAベイスターズから打撃投手などの球団スタッフとしてオファーがあったため、2023年よりDeNAへ移籍することになった。担当はバイオメカニクスアナリスト補佐兼打撃投手。

## 選手としての特徴
小さいテイクバックからギリギリまで左腕を隠すことによって、ボールのリリースポイントを見えづらくした投球フォームが特徴で、西武への入団当初は「でんでん太鼓」に例えられることもあった。大学2年時の夏にこのフォームを身に付けると、改造前は最速でも130km/h台後半だったストレートが146km/hに達した。NTT東日本時代には、ストレートが最速130km/h台にとどまった一方で、スライダー、シュート、 カーブ、スクリューなどの変化球を駆使していた。

## 人物
俳句が得意。高校2年時に国語の授業の一環で「伊藤園お〜いお茶新俳句大賞」に俳句を応募したところ、都道府県単位で5人ずつ選出される「都道府県賞」を受賞した。西武への入団直後に「（ヒーローインタビューで）お立ち台に上がるまで俳句の披露を封印する」と公言していたが、入団1年目の一軍公式戦初勝利でお立ち台に上がった際に俳句を披露した。友人の誕生日にレアチーズケーキを焼いたことがあるなどお菓子作りも得意である。
大学時代の同級生である女性とおよそ6年間にわたって交際を続けた末に、西武2年目の2013年12月12日に結婚した。結婚を発表した際にも、自作の俳句を一句披露している。
2019年のシーズン終了後に参加した12球団合同トライアウトでは、「『僕』という人を見て欲しい」というニュアンスを込めて、登板の前後に球場中に響き渡る大声で自己紹介。対戦した3人の打者をわずか4球（うち2人は1球）で凡退させたことでも注目されたが、結局は現役からの引退に至った。
現役引退後には、アメリカの理学療法士が設立した団体（NASM）の資格「NASM-PES」を取得したことで、様々な筋肉の複雑な連動性や個人の身体にあわせた傷害予防やパフォーマンス向上などのスポーツ医学に基づいた知識を習得し、自身の投球技術向上にも役立てているという。

## 詳細情報

### 年度別投手成績
| 年 度    | 球 団    | 登 板 | 先 発 | 完 投 | 完 封 | 無 四 球 | 勝 利 | 敗 戦 | セ 丨 ブ | ホ 丨 ル ド | 勝 率 | 打 者 | 投 球 回 | 被 安 打 | 被 本 塁 打 | 与 四 球 | 敬 遠 | 与 死 球 | 奪 三 振 | 暴 投 | ボ 丨 ク | 失 点 | 自 責 点 | 防 御 率 | W H I P |
| -------- | -------- | ----- | ----- | ----- | ----- | -------- | ----- | ----- | -------- | ----------- | ----- | ----- | -------- | -------- | ----------- | -------- | ----- | -------- | -------- | ----- | -------- | ----- | -------- | -------- | ------- |
| 2012     | 西武     | 9     | 4     | 0     | 0     | 0        | 1     | 1     | 0        | 0           | .500  | 100   | 22.1     | 18       | 1           | 15       | 1     | 3        | 7        | 3     | 0        | 10    | 10       | 4.03     | 1.48    |
| 2013     | 西武     | 11    | 0     | 0     | 0     | 0        | 0     | 0     | 0        | 1           | ----  | 63    | 12.2     | 18       | 1           | 8        | 0     | 1        | 12       | 1     | 0        | 15    | 15       | 10.66    | 2.05    |
| 2014     | 西武     | 4     | 3     | 0     | 0     | 0        | 0     | 2     | 0        | 0           | .000  | 71    | 16.0     | 14       | 2           | 7        | 0     | 2        | 8        | 0     | 0        | 8     | 7        | 3.94     | 1.31    |
| 2015     | 西武     | 3     | 0     | 0     | 0     | 0        | 0     | 0     | 0        | 0           | ----  | 23    | 5.0      | 5        | 2           | 0        | 0     | 2        | 5        | 0     | 0        | 6     | 4        | 7.20     | 1.00    |
| 2016     | 西武     | 50    | 0     | 0     | 0     | 0        | 0     | 2     | 1        | 2           | .000  | 324   | 74.2     | 62       | 2           | 39       | 2     | 13       | 55       | 3     | 0        | 33    | 31       | 3.74     | 1.35    |
| 2017     | 西武     | 10    | 0     | 0     | 0     | 0        | 0     | 0     | 0        | 0           | ----  | 56    | 11.1     | 17       | 2           | 6        | 0     | 1        | 8        | 1     | 0        | 11    | 11       | 8.74     | 2.03    |
| 2018     | 西武     | 22    | 0     | 0     | 0     | 0        | 1     | 0     | 0        | 0           | 1.000 | 115   | 26.1     | 24       | 4           | 15       | 0     | 4        | 10       | 1     | 0        | 12    | 12       | 4.10     | 1.48    |
| 2019     | 西武     | 8     | 0     | 0     | 0     | 0        | 0     | 0     | 0        | 0           | ----  | 69    | 15.1     | 15       | 2           | 5        | 0     | 4        | 6        | 0     | 0        | 10    | 10       | 5.87     | 1.30    |
| NPB：8年 | NPB：8年 | 117   | 7     | 0     | 0     | 0        | 2     | 5     | 1        | 3           | .286  | 821   | 183.2    | 173      | 16          | 95       | 3     | 30       | 111      | 9     | 0        | 105   | 100      | 4.90     | 1.46    |

- 各年度の太字はリーグ最高

### 年度別守備成績
| 年 度 | 球 団 | 投手  | 投手  | 投手  | 投手  | 投手  | 投手     |
| 年 度 | 球 団 | 試 合 | 刺 殺 | 補 殺 | 失 策 | 併 殺 | 守 備 率 |
| ----- | ----- | ----- | ----- | ----- | ----- | ----- | -------- |
| 2012  | 西武  | 9     | 0     | 7     | 0     | 0     | 1.000    |
| 2013  | 西武  | 11    | 1     | 3     | 0     | 0     | 1.000    |
| 2014  | 西武  | 4     | 0     | 3     | 0     | 1     | 1.000    |
| 2015  | 西武  | 3     | 0     | 0     | 0     | 0     | ----     |
| 2016  | 西武  | 50    | 11    | 28    | 2     | 4     | .951     |
| 2017  | 西武  | 10    | 3     | 2     | 0     | 0     | 1.000    |
| 2018  | 西武  | 22    | 2     | 5     | 0     | 0     | 1.000    |
| 2019  | 西武  | 8     | 0     | 3     | 0     | 0     | 1.000    |
| 通算  | 通算  | 117   | 17    | 51    | 2     | 5     | .971     |

### 記録
初記録
- 初登板・初先発：2012年4月26日、対福岡ソフトバンクホークス6回戦(福岡Yahoo! JAPANドーム)、3回1/3を2失点
- 初奪三振：同上、3回裏に長谷川勇也から空振り三振
- 初勝利・初先発勝利：2012年5月3日、対東北楽天ゴールデンイーグルス4回戦(西武ドーム)、7回無失点
- 初ホールド：2013年5月22日、対広島東洋カープ2回戦(西武ドーム)、6回表に3番手で救援登板、0回2/3を無失点
- 初セーブ：2016年6月5日、対阪神タイガース3回戦(阪神甲子園球場)、12回裏に5番手で救援登板・完了、1回無失点

### 背番号
- 29 （2012年 - 2019年）
- 209 （2020年 - 2022年）
- 123 （2023年 - ）

### 登場曲
- AI 『ハピネス』
- 清水翔太『My Treasure』